# De Hondstongen
De Hondstongen is een natuurgebied van 56 hectare net ten zuidwesten van de Drentse plaats Yde in de gemeente Tynaarlo. De hondstongen is deel van het beekdal van de Runsloot, een van de laatste niet gekanaliseerde beekjes in Drenthe. In eerste instantie werd gedacht dat in dit gebied het meisje van Yde was gevonden. In 2006 bleek dat het naastgelegen Stijfveen de vindplaats was.
Het gebied staat bekend om zijn houtwallen, bestaande voornamelijk uit zoete kers, Gelderse roos, meidoorn, sleedoorn, sporkehout en kers.